# Richard A. Kowalski
Pour les articles homonymes, voir Kowalski.
Richard A. Kowalski, né en 1963, est un astronome américain. Il est le premier à avoir détecté un corps dans l'espace avant sa chute sur Terre, et prédit le lieu et l'heure de l'événement avec précision. 

## Biographie
En 1999, il a collaboré avec le JPL dans le cadre de la mission Deep Space 1. En 2005 il participe au projet Catalina Sky Survey au sein duquel il a découvert les astéroïdes 2008 TC3 et 2014 AA, les deux premiers objets géocroiseurs dont il fut possible de prédire l'impact avec la Terre avant qu'il ne survienne.
Le Centre des planètes mineures lui attribue la découverte de l'astéroïde (14627) Emilkowalski effectuée le 7 novembre 1998.
Il a également découvert les comètes non périodiques C/2014 U3 (Kowalski), C/2016 E2 (Kowalski) et C/2022 D2 (Kowalski), les comètes périodiques P/2005 W3 (Kowalski), 391P/Kowalski, P/2007 T2 (Kowalski), P/2009 Y2 (Kowalski), P/2011 S2 (Kowalski), P/2013 G1 (Kowalski) et P/2014 U2 (Kowalski) ainsi que redécouvert en 2009 la comète périodique 226P/Pigott-LINEAR-Kowalski, qui se trouve être la comète perdue observée par l'astronome britannique Edward Pigott en 1783.
L'astéroïde (7392) Kowalski lui a été dédié et (14627) Emilkowalski, que Richard A. Kowalski a découvert, a été dédié à son père.